# Gymnosporia undata
Gymnosporia undata är en benvedsväxtart som först beskrevs av Thunb., och fick sitt nu gällande namn av Szyszyl. Gymnosporia undata ingår i släktet Gymnosporia och familjen Celastraceae. Inga underarter finns listade.